# Le Chat chinois
Pour plus de détails, voir Fiche technique et Distribution.
Le Chat chinois (The Chinese Cat) est un film américain réalisé par Phil Rosen, sorti en 1944.

## Synopsis
M. Manning est assassiné dans son bureau alors que la porte est verrouillée de l'intérieur. La police clôt l'affaire après six mois d’enquête. La fille de M. Manning contacte Charlie Chan pour qu'il enquête avant son départ, dans 48 heures.

## Fiche technique
- Titre original : The Chinese Cat
- Réalisation : Phil Rosen
- Scénario : George Callahan, Earl Derr Biggers (personnages)
- Producteurs : Phillip N. Krasne, James S. Burkett
- Production : Monogram Pictures
- Photographie : Ira H. Morgan
- Montage : John Link
- Musique : David Chudnow
- Durée : 66 minutes
- Date de sortie : 20 mai 1944

## Distribution
- Sidney Toler : Charlie Chan
- Mantan Moreland : Birmingham Brown, chauffeur de taxi
- Benson Fong : Tommy Chan, fils n° 3
- Joan Woodbury : Leah Manning
- Ian Keith : Dr. Paul Recknik
- Sam Flint : Thomas Manning
- Betty Blythe : Mme Manning
- Joan Woodbury : fille Leah Manning
- Cy Kendall : Webster Deacon
- John Davidson et Ian Keith : jumeaux Karl Karzos / Kurt Karzos
- Weldon Heyburn : détective lieutenant Harvey Dennis

## Production
Le film était le deuxième film de Charlie Chan de la compagnie Monogram. Il s'appelait à l'origine Charlie Chan et le Crime parfait et le tournage a commencé le 4 janvier 1944. 